# Sociedade Continental de Transportes Aéreos
A Sociedade Continental de Transportes Aéreos (SCTA) foi uma companhia aérea portuguesa fundada em 20 de Janeiro de 1945. Ainda no mesmo ano, em 19 de Julho, a sua designação seria alterada para Companhia de Transportes Aéreos (CTA). O seu director era Carlos Eduardo Bleck.
Operava voos charter e efectuava ligações entre Lisboa e o Porto, utilizando o aeródromo de Espinho. Voou também, para Abidjan, na Costa do Marfim e Zurique. Possuía dois hangares, um em Lisboa (Aeroporto da Portela), e outro no Porto (Aeroporto de Pedras Rubras). 
Com o aparecimento da TAP, e devido ao monopólio criado por esta empresa, a CTA deixou de operar a rota de Lisboa-Porto, dedicando-se exclusivamente aos voos fretados e prestando serviços de handling a outras companhias. A CTA cessa a sua operação em 1949.

## Frota
- 1 Monomotor Percival Proctor
- 3 bi-motores De Havilland DH-89 Dragon Rapide de seis passageiros
- 2 Douglas C-47 Dakota